# Stephanopis lata
Stephanopis lata là một loài nhện trong họ Thomisidae.
Loài này thuộc chi Stephanopis. Stephanopis lata được Octavius Pickard-Cambridge miêu tả năm 1869.